# 手塚一郎
手塚 一郎（てづか いちろう、1966年4月11日 - ）は、東京都生まれの日本の小説家、シナリオライター、ゲームライター。スタジオベントスタッフ所属で、同社の取締役を務めている。

## 人物
1966年からゲームライターとして『マイコンBASICマガジン』で活動する。最初の頃はアーケードゲームを専門としていたが、次第にパソコンゲームや家庭用ゲームの攻略・レビューなどを手掛けた。同誌上においてゲームブックのミニマム版ともいえる『ペーパーアドベンチャー』（アドベンチャーゲームを、コンピュータがなくても遊べるようにした紙面上のゲーム）を企画・連載したり、シンプルなゲームのバックボーンにストーリー性を有していたナムコの『ドラゴンバスター』を高く評価して同誌別冊のムックを執筆するなど、小説家として活動する以前から豊かなストーリー性を内包した作品に対するこだわりを見せていた。
1989年に編集プロダクションのスタジオベントスタッフの設立に参画、同年に小説『最後の竜に捧げる歌』を執筆し小説家としてもデビューした。この小説はラリー・ニーヴンの「ガラスの短剣」や「魔法の国が消えていく」から大きな影響を受け「ファミコン必勝本」で連載された。ゲーム好きということもあり次第にゲームのシナリオライティングも初めアクションRPGの『アランドラ』のゲーム制作にも関わる。
ゲームはシンプルながら奥の深いものを好んでいるようで、『HIPPON SUPER!』誌上において『グラディウス』がファミリーコンピュータで発売されると知り予約して購入したことや、『ストリートファイターII』をベントスタッフ内でも一二を争うほど熱中していたことを明かしている。なお『HIPPON SUPER!』においてはファミリーコンピュータソフトのレビューも担当していた。
小説家としては重厚でシリアスな作品を描き続けており、特にファンタジー世界を描いた作品ではいわゆる“ダークファンタジー”的な内容のものが多く、著書に『小説 ファイナルファンタジーIV 上下』『リネージュ2 解放されし者』などがある。またファンタジーものといえど安易にカタカナ（横文字）を使うことを良しとせず、できる限り日本語で幻想的に描くこと、すなわち日本語ならではの豊かな表現で文章を綴ることに深いこだわりを見せている。

## 主著
- 『最後の竜に捧げる歌 ドラゴンロアー』 JICC出版局 、1989年7月。ISBN 978-4880635712 [5]
  - 本作を原作とした外園昌也によるコミック版が2冊出版されている

- 『コミック版・最後の竜に捧げる歌』JICC出版局、作画：外薗昌也、1989年11月。ISBN 978-4880637167 
- 『コミック版・最後の竜に捧げる歌II』JICC出版局、作画：外薗昌也、1990年10月。ISBN 978-4796600217 

- 『小説ウィザードリィ シナリオ4 ワードナの逆襲』JICC出版局、1990年8月。ISBN 978-4880639987 [9]
- 『弦奏王』JICC出版局、 1991年5月。ISBN 4-7966-0131-7 [10]
- 『ウィザードリィ小説アンソロジー 女神ソルジーナ』JICC出版局、 1991年5月。ISBN 978-4796601726 [11]
- 『悪魔の血 血の悪夢―小説 悪魔城ドラキュラ 1』アスペクト、1994年2月。ISBN 978-4796601313 [12]
- 『AYA―亜夜』集英社、2001年12月。ISBN 978-4086300650 [13]
- 『偽りの月 ザ・ナイトメア・オブ・ドルアーガ 不思議のダンジョン』 エンターブレイン、2005年2月。ISBN 978-4757721050 [14]
- 『リネージュ2 解放されし者』エンターブレイン、2005年8月。ISBN 978-4757723931 [15]
- 2008年12月25日にスクウェア・エニックスより上下巻が同時発売。原案・監修：時田貴司、挿絵：オグロアキラ。
  - 『小説 ファイナルファンタジーIV 上』ISBN 978-4757524583 [16]
  - 『小説 ファイナルファンタジーIV 下』ISBN 978-4757524590 [16]
- 『小説 ファイナルファンタジーIV THE AFTER 月の帰還』スクウェア・エニックス、2009年3月。ISBN 978-4757525368 [17]

※以下は小説ではなく、編著者として手がけたゲーム攻略本やゲーム解説本。スタジオベントスタッフ他のライターが一部記事を執筆しているものもある。
- 『ドラゴンバスターの本』電波新聞社、1987年2月。ISBN 978-4885541100 [18]
- 『ふぁみこんむかし話 遊遊記 前編・後編　必勝ガイドブック』JICC出版局、1990年1月。ISBN 978-4575151503 [19]
- 『悪魔城ドラキュラのすべて―スーパーファミコン版』JICC出版局、1991年12月。ISBN 4-7966-0246-1 [20][21]
- 『ダンジョンマスターファンブック』JICC出版局、1992年2月。ISBN 978-4796602778 [22]
- 『ゼルダの伝説 神々のトライフォースのすべて　完全版』JICC出版局、1992年3月。ISBN 978-4796602891 [23]
- 『ストリートファイターIIターボのすべて』JICC出版局、1993年8月。ISBN 978-4796606875 [6]

## ゲームシナリオ
※カッコ内は発売年、プラットフォーム、発売元。
- 『リングオブサイアス』（1996年／PlayStation／アテナ）[24]
- 『アランドラ』（1997年／PlayStation／ソニー・コンピュータエンタテインメント）[25]
- 『リアル麻雀アドベンチャー「海へ」』（1998年11月5日／ セガサターン／セタ）[26]
- 『ドラゴンクエストキャラクターズ トルネコの大冒険2 不思議のダンジョン』（1999年／PlayStation／エニックス）[27]
- 『ナニワ金融道　青木雄二の世間胸算用』（2001年7月／PlayStation／講談社）[28]
- 『エバーブルー2（英語版）』（2002年8月／PlayStation 2／開発：アリカ、販売：カプコン）[29][30]
- 『ザ・ナイトメア・オブ・ドルアーガ 不思議のダンジョン』（2004年7月／PlayStation 2／アリカ）[31]
- 『陰陽大戦記　白虎演舞』（2005年3月／PlayStation 2／開発：マトリックス、販売：バンダイ）[32][33]
- 『陰陽大戦記　覇者の印』（2005年6月23日／PlayStation 2／開発：マトリックス、販売：バンダイ）[34][35]
- 『ファイナルファンタジーIV THE AFTER 月の帰還』（2008年／携帯アプリ − iアプリ、EZアプリ、S!アプリ／開発：マトリックス、発売：スクウェア・エニックス）[36]
- 『ファイナルファンタジーIV ジ・アフターイヤーズ -月の帰還-』（2009年7月21日／Wiiウェア／開発：マトリックス、発売：スクウェア・エニックス）[37]
- 『メダロットDS（カブトバージョン＆クワガタバージョン）』（2010年5月／ニンテンドーDS／ロケットカンパニー）[38]
- 『ファイナルファンタジーIV コンプリートコレクション』（2011年3月24日／PlayStation Portable／スクウェア・エニックス）[39]
- 『アナタ図書館』（2012年5月／iOS、Android／スクウェア・エニックス）[40][1]
- 『聖刻のジャンヌダルク』（2012年7月／グリー／開発：オートクチュール、配信：ドリコム）[41][42]
- 『メダロット7』（2012年9月13日／ニンテンドー3DS／ロケットカンパニー）[43]
- 『クリスタル◆コンクエスト』（2012年10月／PCブラウザ・Yahoo!Japan ゲーム／スクウェア・エニックス）[44]
- 『エースのワンダーランド』（2013年6月／iOS／サイバーエージェント）[45]
- 『グロリアスブレイズ ～運命の姫と8戦士～』（2014年3月／モバゲー／スクウェア・エニックス）[46]
- 『ぐるぐるダンジョン　のぶニャが』（2015年4月／iOS、Android／コーエーテクモゲームス）[47]